# Боа-Виста-да-Апаресида
Боа-Виста-да-Апаресида (порт. Boa Vista da Aparecida) — муниципалитет в Бразилии, входит в штат Парана. Составная часть мезорегиона Запад штата Парана. Входит в экономико-статистический микрорегион Каскавел. Население составляет 6984 человека на 2006 год. Занимает площадь 256,296 км². Плотность населения — 27,2 чел./км².
Праздник города — 22 декабря.

## История
Город основан 22 декабря 1981 года.

## Статистика
- Валовой внутренний продукт на 2003 год составляет 50 718 665,00 реалов (данные: Бразильский институт географии и статистики).
- Валовой внутренний продукт на душу населения на 2003 год составляет 6635,10 реалов (данные: Бразильский институт географии и статистики).
- Индекс развития человеческого потенциала на 2000 год составляет 0,697 (данные: Программа развития ООН).

## География
Климат местности: умеренный.